# David di Donatello a la millor fotografia
El premi David di Donatello a la millor fotografia (en italià: David di Donatello per il migliore autore della fotografia) és un premi de cinema que anualment atorga l'Acadèmia del Cinema Italià (ACI, Accademia del Cinema Italiano) per reconèixer la destacada fotografia en una pel·lícula italiana estrenada l'any anterior a la cerimònia. El premi es va donar per primera vegada el 1981, quan es va convertir en competitiu.

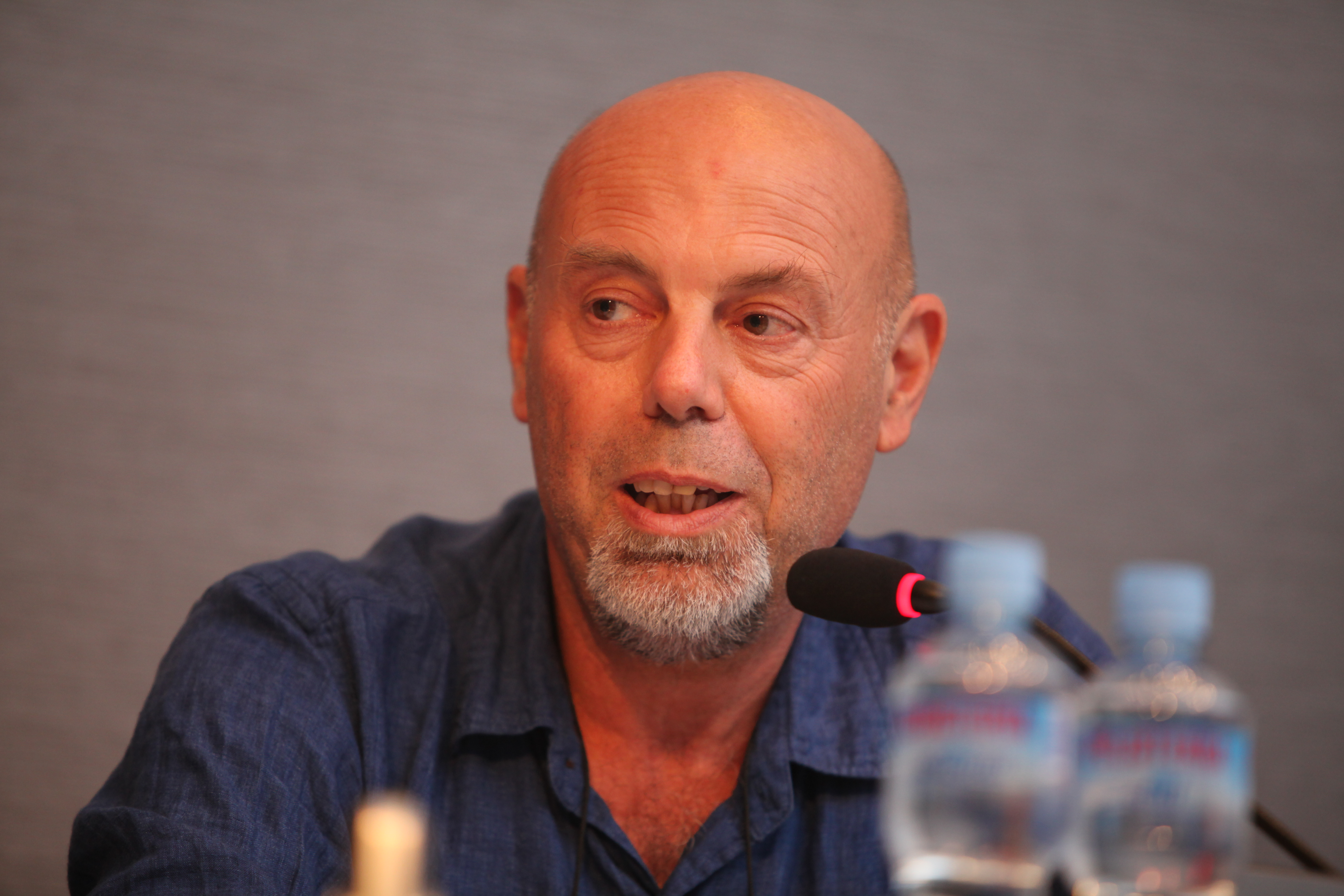
Luca Bigazzi amb 7 premis, té el rècord de més victòries.

Nascut amb el nom oficial de David di Donatello per il miglior direttore della fotografia, des de l'edició del 2015 s'anomena David di Donatello per il miglior autore della fotografia. Luca Bigazzi és qui l'ha guanyat més vegades, amb set cops.

## Guanyadors
Els guanyadors del premi han estat:

### Anys 1980
- 1981
  - Pasqualino De Santis - Tre fratelli
  - Tonino Delli Colli - Camera d'albergo
  - Ennio Guarnieri - La storia vera della signora dalle camelie
- 1982
  - Tonino Delli Colli - Storie di ordinaria follia
  - Danilo Desideri - Nudo di donna
  - Sergio D'Offizi - Il marchese del Grillo
- 1983
  - Franco Di Giacomo - La notte di San Lorenzo
  - Armando Nannuzzi - Il mondo nuovo
  - Carlo Di Palma - Identificazione di una donna
- 1984
  - Giuseppe Rotunno - E la nave va
  - Ricardo Aronovich - Ballando ballando
  - Dante Spinotti - I Paladini: Storia d'armi e d'amori
- 1985
  - Pasqualino De Santis - Carmen
  - Giuseppe Lanci - Kaos
  - Alfio Contini - Uno scandalo perbene
- 1986
  - Giuseppe Lanci - Un complicato intrigo di donne, vicoli e delitti
  - Tonino Delli Colli i Ennio Guarnieri - Ginger e Fred
  - Dante Spinotti - Interno berlinese
- 1987
  - Tonino Delli Colli - Il nome della rosa (Der Name der Rose)
  - Ricardo Aronovich - La famiglia
  - Franco Di Giacomo - L'inchiesta
- 1988
  - Vittorio Storaro – L'últim emperador
  - Franco Di Giacomo – Ulls negres
  - Tonino Delli Colli - Intervista
- 1989
  - Dante Spinotti - La leggenda del santo bevitore
  - Giuseppe Lanci - Francesco
  - Luciano Tovoli - Splendor

### Anys 1990
- 1990
  - Giuseppe Rotunno - Mio caro dottor Gräsler
  - Tonino Nardi - Porte aperte
  - Tonino Delli Colli - La voce della Luna
  - Pasqualino De Santis - Dimenticare Palermo
  - Luciano Tovoli - Che ora è?
- 1991
  - Luciano Tovoli - Il viaggio di Capitan Fracassa
  - Italo Petriccione - Mediterraneo
  - Alessio Gelsini Torresi - Ultrà
  - Giuseppe Lanci - Il sole anche di notte
  - Giuseppe Lanci - La condanna
- 1992
  - Danilo Desideri - Maledetto il giorno che t'ho incontrato
  - Tonino Nardi e Renato Tafuri - Il ladro di bambini
  - Ennio Guarnieri - Il proiezionista
- 1993
  - Alessio Gelsini Torresi - La scorta
  - Luca Bigazzi - Morte di un matematico napoletano
  - Giuseppe Lanci - Fiorile
- 1994
  - Bruno Cascio - Padre e figlio
  - Dante Spinotti - Il segreto del bosco vecchio
  - Luca Bigazzi - Un'anima divisa in due
  - Giuseppe Lanci - Caro diario
- 1995
  - Luca Bigazzi - Lamerica
  - Luca Bigazzi - L'amore molesto
  - Franco Di Giacomo - Il postino
- 1996
  - Alfio Contini - Al di là delle nuvole
  - Darius Khondji - Io ballo da sola
  - Dante Spinotti - L'uomo delle stelle
- 1997
  - Tonino Delli Colli - Marianna Ucrìa
  - Pasqualino De Santis i Marco Pontecorvo - La tregua
  - Blasco Giurato - Il carniere
  - Giuseppe Lanci - Il principe di Homburg
  - Italo Petriccione - Nirvana
- 1998
  - Tonino Delli Colli - La vita è bella
  - Luca Bigazzi - Le acrobate
  - Pasquale Mari - Teatro di guerra
- 1999
  - Lajos Koltai - La leggenda del pianista sull'oceano
  - Luca Bigazzi - Così ridevano
  - Fabio Cianchetti - L'assedio

### Anys 2000
- 2000
  - Luca Bigazzi - Pane e tulipani (ex aequo)
  - Fabio Cianchetti - Canone inverso - Making Love (ex aequo)
  - Giuseppe Lanci - La balia
- 2001
  - Lajos Koltai - Malèna
  - Franco Di Giacomo - Concorrenza sleale
  - Roberto Forza - I cento passi
- 2002
  - Fabio Olmi - Il mestiere delle armi
  - Luca Bigazzi - Brucio nel vento
  - Arnaldo Catinari - Luce dei miei occhi
- 2003
  - Daniele Nannuzzi - El Alamein - La linea del fuoco
  - Maurizio Calvesi - Prendimi l'anima
  - Gian Filippo Corticelli - La finestra di fronte
  - Marco Onorato - L'imbalsamatore
  - Dante Spinotti - Pinocchio
  - Fabio Zamarion - Respiro
- 2004
  - Italo Petriccione - Io non ho paura
  - Danilo Desideri - L'amore è eterno finché dura
  - Fabio Olmi - Cantando dietro i paraventi
  - Marco Onorato - Primo amore
  - Fabio Zamarion -Che ne sarà di noi
- 2005
  - Luca Bigazzi - Le conseguenze dell'amore
  - Tani Canevari - Manuale d'amore
  - Arnaldo Catinari - La vita che vorrei
  - Dante Cecchin - Dopo mezzanotte
  - Gian Filippo Corticelli - Cuore sacro
- 2006
  - Luca Bigazzi – Romanzo criminale
  - Arnaldo Catinari - Il caimano
  - Fabio Cianchetti - La terra
  - Danilo Desideri - Il mio miglior nemico
  - Marcello Montarsi - Notte prima degli esami
- 2007
  - Fabio Zamarion - La sconosciuta
  - Alessandro Pesci - N - Io e Napoleone
  - Luca Bigazzi - L'amico di famiglia
  - Agnès Godard - Nuovomondo
  - Fabio Olmi - Centochiodi
- 2008
  - Ramiro Civita - La noia del llac
  - Luca Bigazzi - La giusta distanza
  - Maurizio Calvesi - I Viceré
  - Arnaldo Catinari - Parlami d'amore
  - Alessandro Pesci - Caos calmo
- 2009
  - Luca Bigazzi - Il divo
  - Arnaldo Catinari - I demoni di San Pietroburgo
  - Marco Onorato - Gomorra
  - Italo Petriccione - Come Dio comanda
  - Vittorio Storaro - Caravaggio

### Anys 2010
- 2010
  - Daniele Ciprì - Vincere
  - Enrico Lucidi - Baarìa
  - Roberto Cimatti - L'uomo che verrà
  - Nicola Pecorini - La prima cosa bella
  - Maurizio Calvesi - Mine vaganti
- 2011
  - Renato Berta - Noi credevamo
  - Vittorio Omodei Zorini - 20 sigarette
  - Luca Bigazzi - Il gioiellino
  - Fabio Cianchetti - La solitudine dei numeri primi
  - Arnaldo Catinari - Vallanzasca - Gli angeli del male
- 2012
  - Luca Bigazzi - This Must Be the Place
  - Paolo Carnera - ACAB - All Cops Are Bastards
  - Simone Zampagni - Cesare deve morire
  - Alessandro Pesci - Habemus Papam
  - Roberto Forza - Romanzo di una strage
- 2013
  - Marco Onorato - Reality
  - Fabio Cianchetti - Io e te
  - Gherardo Gossi - Diaz - Don't Clean Up This Blood
  - Italo Petriccione - Educazione siberiana
  - Fabio Zamarion - La migliore offerta
- 2014
  - Luca Bigazzi - La grande bellezza
  - Jérôme Alméras - Il capitale umano
  - Daniele Ciprì - Salvo
  - Gian Filippo Corticelli - Allacciate le cinture
  - Gergely Poharnok - Miele
- 2015
  - Vladan Radovic - Anime nere
  - Fabio Cianchetti - Hungry Hearts
  - Renato Berta - Il giovane favoloso
  - Italo Petriccione - Il ragazzo invisibile
  - Fabio Olmi - Torneranno i prati
- 2016
  - Peter Suschitzky - Il racconto dei racconti - Tale of Tales
  - Michele D'Attanasio - Lo chiamavano Jeeg Robot
  - Maurizio Calvesi - Non essere cattivo
  - Paolo Carnera - Suburra
  - Luca Bigazzi - Youth - La giovinezza
- 2017
  - Michele D'Attanasio - Veloce come il vento
  - Daniele Ciprì - Fai bei sogni
  - Ferran Paredes Rubio - Indivisibili
  - Vladan Radovic - La pazza gioia
  - Maurizio Calvesi - Le confessioni
- 2018
  - Gian Filippo Corticelli - Napoli velata
  - Tim Curtin - A Ciambra
  - Gianni Mammolotti - Malarazza - Una storia di periferia
  - Luca Bigazzi - Sicilian Ghost Story
  - Fabrizio Lucci - The Place
- 2019
  - Nicolaj Brüel - Dogman
  - Michele D'Attanasio - Capri-Revolution
  - Sayombhu Mukdeeprom - Call Me by Your Name
  - Paolo Carnera - La terra dell'abbastanza
  - Hélène Louvart - Lazzaro felice

### Anys 2020
- 2020
  - Daniele Ciprì - Il primo re
  - Vladan Radovic - Il traditore
  - Francesco Di Giacomo - Martin Eden
  - Nicolaj Brüel - Pinocchio
  - Daria D'Antonio - Ricordi?